# Château de Hohenschwangau

Le chateau de Hohenschwangau. Septembre 2021.

Le château de Hohenschwangau se trouve directement en face du château de Neuschwanstein, dans le quartier dit Hohenschwangau de la municipalité de Schwangau près de Füssen en Bavière.

## Histoire

### La seigneurie de Schwangau et ses châteaux

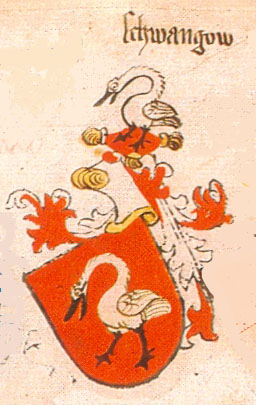
Armoiries des seigneurs de Schwangau

La première mention du toponyme Schwangau (Castrum Swangowe, château du Gau du cygne) date de 1090. Il s'agit d'un double château situé à l'emplacement du Neuschwanstein actuel. Le territoire était une propriété des Guelfes dont les vassaux étaient les seigneurs de Schwangau. Avec la mort de Welf VI en 1191, les possessions des Guelfes en Allemagne du Sud tombèrent aux mains de la maison de Hohenstaufen et, après la décapitation de Conradin en 1268, de l'empire. Cela les a rendus indépendantes de la famille vassale (immédiateté impériale). Le Minnesang (troubadour) Hitpold de Schwangau (de) (vers 1190-1256) a laissé une œuvre abondante. Le poète, compositeur et diplomate Oswald von Wolkenstein se maria avec Margarete von Schwangau en 1417. Un document de 1397 mentionne pour la première fois le Schwanstein, l'actuel château de Hohenschwangau, qui - moins bien fortifié mais plus facile d'accès - a été construit sous l'ancien château double sur une colline au-dessus du lac Alpsee.
La seigneurie de Schwangau, conservant néanmoins toujours son immédiateté, passe aux ducs de Bavière au XVe siècle, mais les seigneurs de Schwangau restèrent au château comme administrateurs du territoire jusqu'en 1535. Johann Paumgartner, conseiller et financier de l'empereur Charles Quint, l'acquit en 1535 et fut anobli en 1537 au rang de baron impérial. Il fit restaurer le château bas, maintenant appelé Schwangau, tel était auparavant le nom du château supérieur, plus tard appelé Schwanstein, qui était à l'origine le nom du château bas. L'architecte Lucio di Spazzi, qui avait déjà travaillé sur la Hofburg d'Innsbruck, a utilisé le tissu de construction existant, a conservé les murs extérieurs avec des créneaux et des tours, mais a repensé l'intérieur pour les besoins de la vie contemporaine, en utilisant le plan d'étage actuel. Il a déposé une couronne de bastions autour de l'immeuble résidentiel. En 1547, les travaux de construction ont été achevés.
Le château supérieur continua à tomber en ruine, tandis que le château inférieur était utilisé par la famille ducale de Wittelsbach, qui reprend la seigneurie en 1567, pour la chasse à l'ours. Plus tard, il fut le siège des intendants et des magistrats. Pendant les guerres de Coalitions de 1800 à 1809, le château servit de quartier aux troupes françaises et autrichiennes et, après un court mais infructueux bombardement et siège par les Français, la dernière heure semblait être venue pour le château : en 1820, il fut vendu pour démolition à un local pour 200 florins. Mais cela ne s'est pas produit ; le château délabré mais pas en ruine a survécu à la décennie suivante.

### La restauration du château de Hohenschwangau en résidence royale romantique

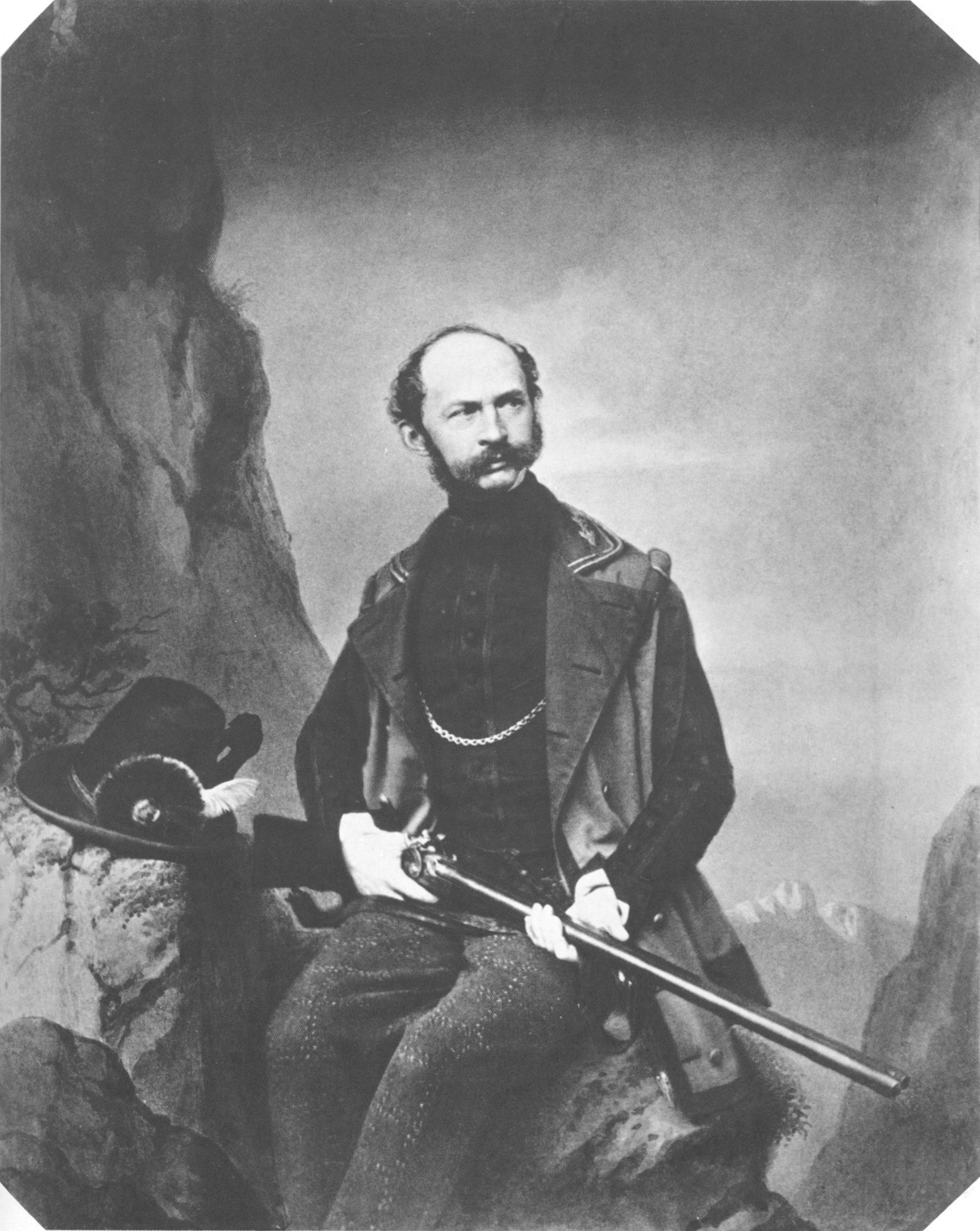
Maximilien II, photographié vers 1860

Le château change plusieurs fois de propriétaire avant d'être acquis par le futur roi Maximilien II en 1832 qui le restaure en 1837 de style néogothique comme résidence de campagne. C'est ce château qu'on peut visiter aujourd'hui. Parmi les architectes engagés pour cette restauration, on trouve le décorateur et peintre de théâtre Domenico Quaglio le jeune (1787-1837).
Son fils, Louis II, qui avait passé ses étés d'enfance au château de Hohenschwangau, fait construire Neuschwanstein dès 1869, avec démolition des ruines de l'ancien château double, comme un « temple de l'amitié pour Richard Wagner ». L'ancienne référence du nom au cygne allait bien avec le nouveau concept d'une visualisation de la légende du chevalier au cygne de l'opéra Lohengrin de 1850, en regroupant les bâtiments du Neuschwanstein autour de la cour selon les indications scéniques de Wagner pour le deuxième acte de l'opéra. Les décorations intérieures de Hohenschwangau font aussi souvent allusion à la légende.
Le château de Hohenschwangau a servi de résidence d'été à la famille royale de Bavière. Louis II y séjourna régulièrement chaque année en alternance avec sa mère, Marie de Prusse (1805-1889), qui a vécu encore presque trois ans après le décès de son fils à Hohenschwangau avant qu'elle n'y décède. Louis II n'a rien changé à Hohenschwangau à part sa propre chambre, dans laquelle il a fait construire en 1864 un groupe de rochers sur lesquels coulait une cascade, ainsi qu'un dispositif pour générer un arc-en-ciel artificiel et un ciel nocturne avec la lune et les étoiles, brillant de l'étage supérieur à travers un système compliqué de miroirs éclairés. Après la mort de Louis en 1886, la reine Marie fit restaurer la chambre dans son état d'origine. Son beau-frère, le prince-régent Luitpold de Bavière, frère de Maximilien II, a vécu au 3e étage du bâtiment principal. Il y installa l'électricité en 1905 ainsi qu'un ascenseur électrique. Luitpold mourut en 1912 et le château devint un musée au cours de l'année suivante.
Pendant la Première Guerre mondiale et au cours de la Seconde Guerre mondiale, le château ne subit aucun dommage. En 1923, le Landtag de Bavière a reconnu à l'ancienne famille royale le droit d'y résider. De 1933 à 1939, le prince héritier Rupprecht de Bavière et sa famille utilisèrent le château comme résidence d'été, et il continue d'être une des résidences préférées de ses successeurs. En mai 1941, Adalbert de Bavière, destitué de l'armée, se retira dans le château familial de Hohenschwangau, où il vécut jusqu'à la fin de la guerre.
Le propriétaire actuel du château est le « Wittelsbacher Ausgleichsfonds » (« Fonds de compensation des Wittelsbach »), une fondation de droit public dont les bénéfices sont reversés aux membres de la maison de Wittelsbach, qui utilisent aussi occasionnellement le château. L'aménagement intérieur a été conservé en l'état. Le château peut être visité en tant que musée et, avec Neuschwanstein, est l'une des destinations d'excursion les plus populaires dans les Alpes bavaroises.
Au matin du 6 novembre 2005, un cambriolage a eu lieu au château. Des inconnus réussirent à pénétrer jusque dans la salle de billard au premier étage ; là, ils dérobèrent environ 80 médailles de la famille des Wittelsbach. Le préjudice est estimé à plus de 10 000 euros. Malgré le déclenchement de l'alarme, les voleurs ont pu prendre la fuite car le poste de police le plus proche se trouve à 5 km environ.
Le château a servi de lieu de tournage des extérieurs du film Marianne de ma jeunesse en 1955.
En plus des deux châteaux royaux voisins, il y a aussi le Musée des rois de Bavière à visiter, de sorte qu'un séjour de deux jours peut également valoir la peine, par beau temps avec de bonnes possibilités de randonnées en montagne.

## Lieu de tournage
En 2015, une équipe de l'émission Secrets d'Histoire a tourné plusieurs séquences au château dans le cadre d'un numéro consacré à Louis II de Bavière, intitulé Louis II de Bavière, le roi perché et diffusé le 29 mars 2016 sur France 2.

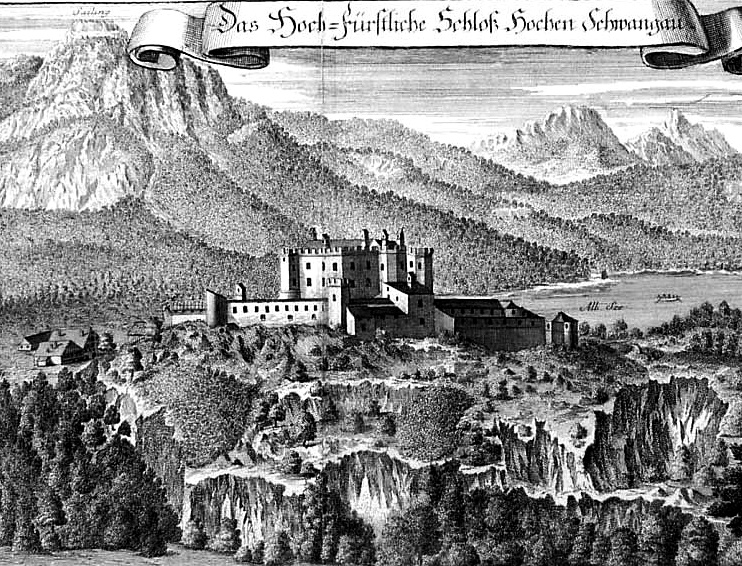
Hohenschwangau en 1701
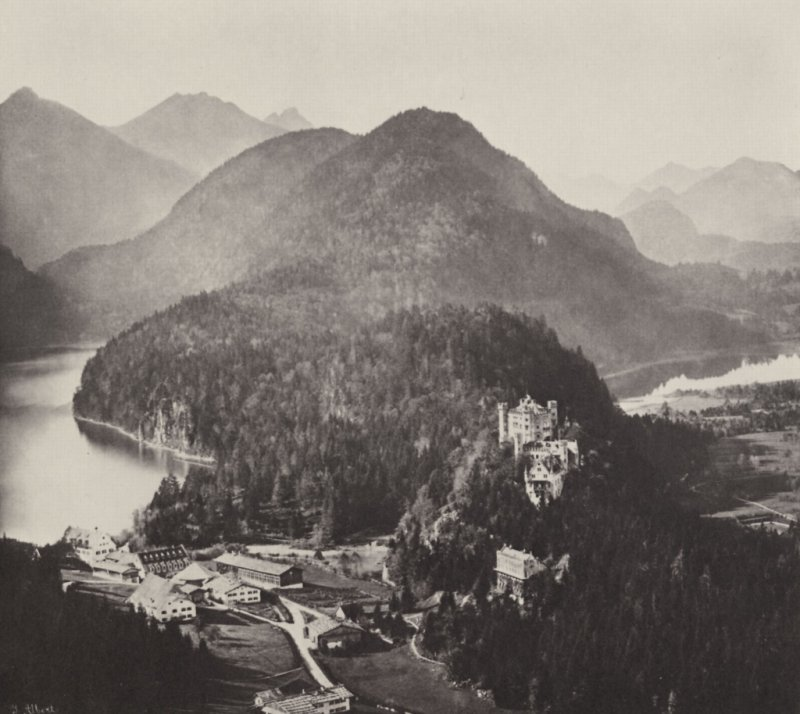
Hohenschwangau en 1857
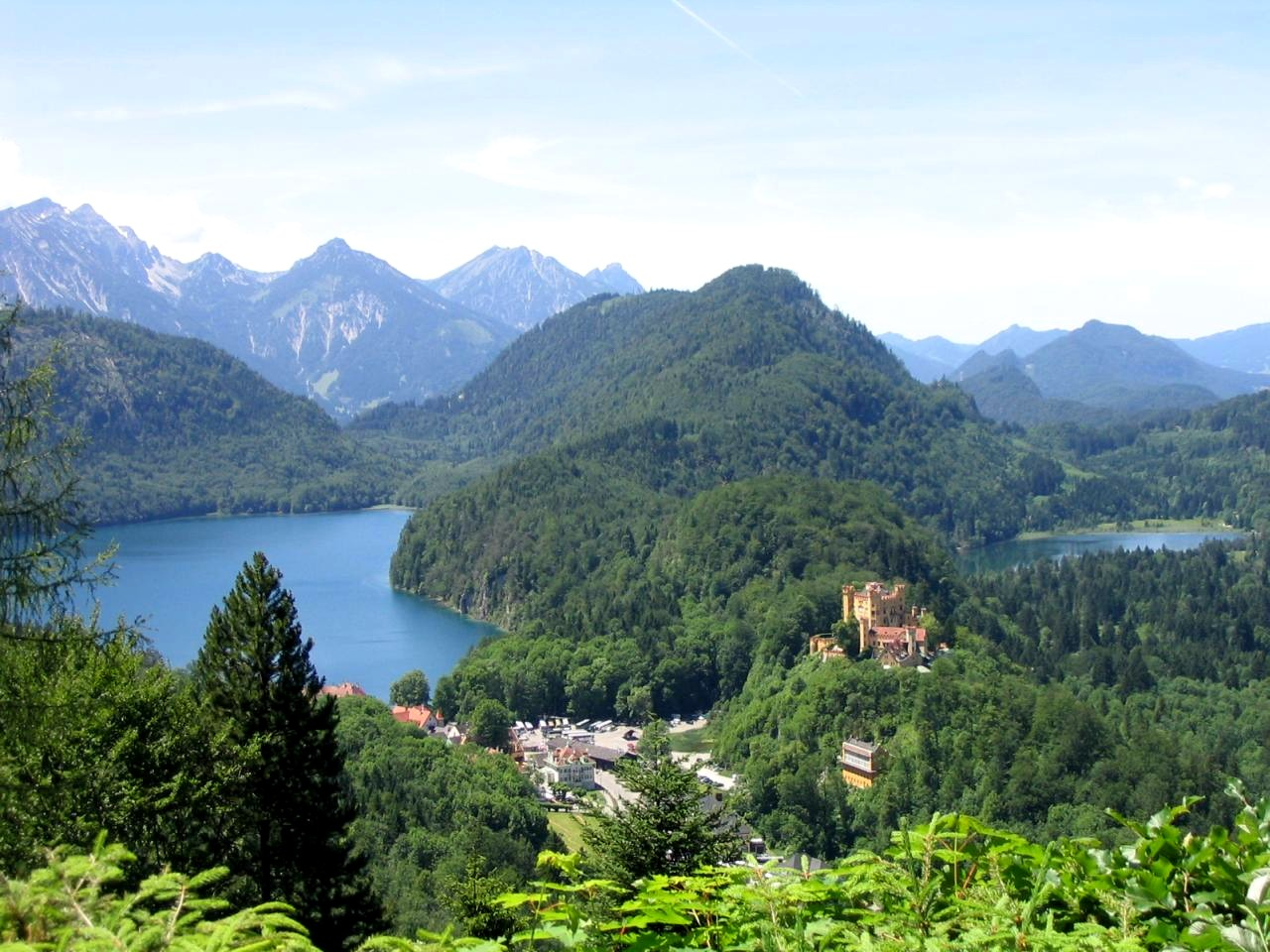
Le château de Hohenschwangau avec les lacs Alpsee (à gauche) et Schwansee (à droite)
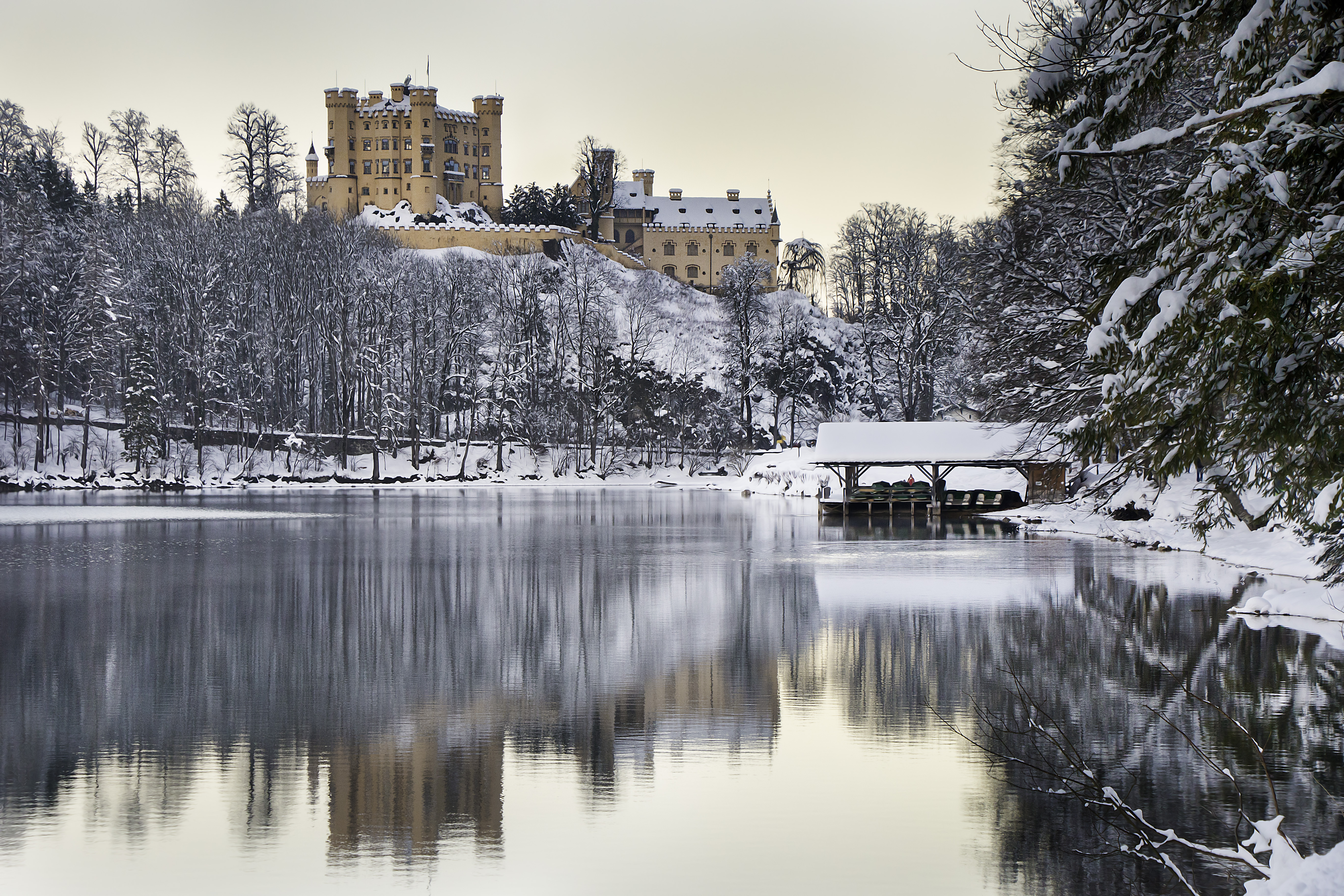
Le château de Hohenschwangau
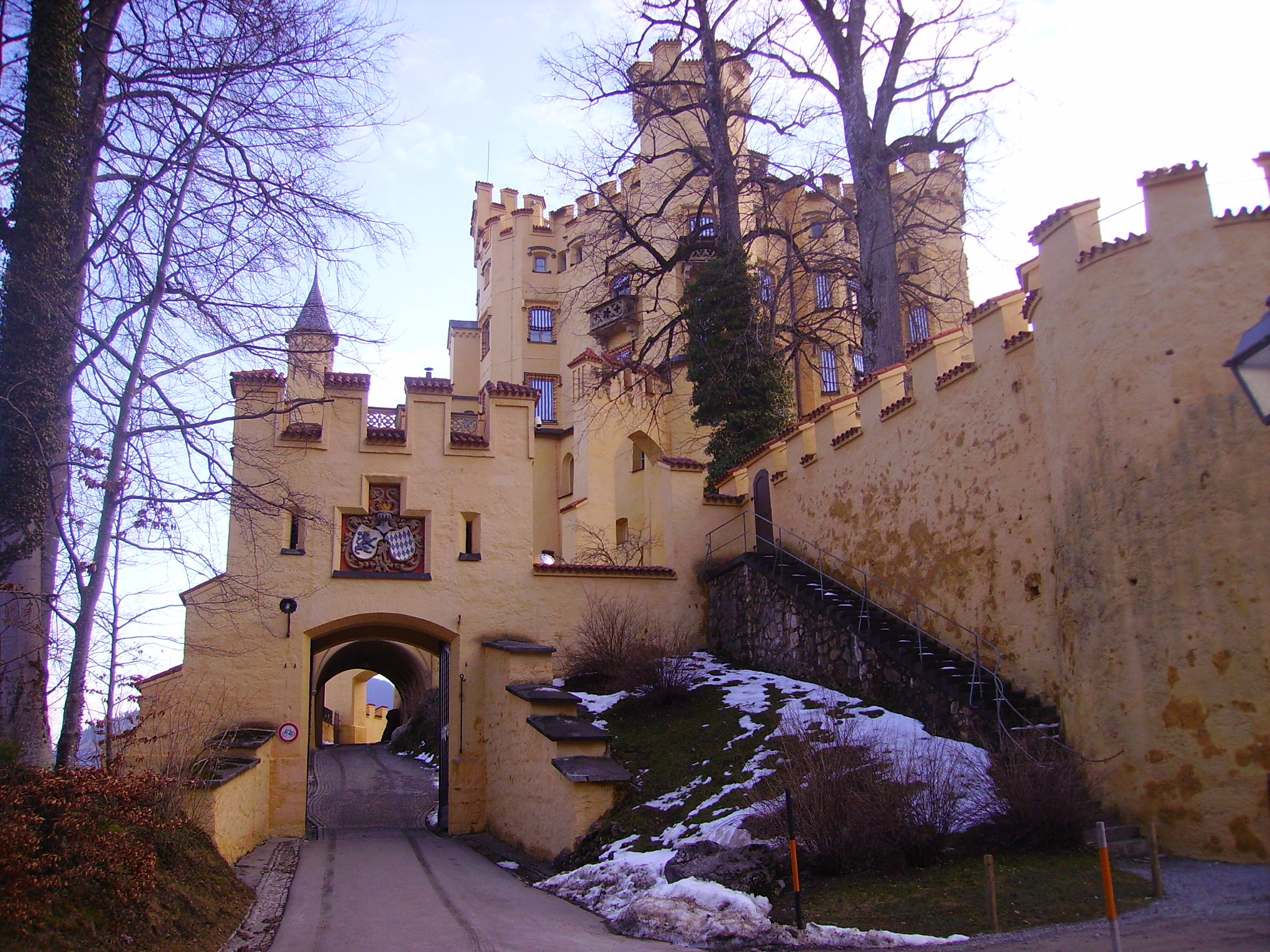
Corps de garde
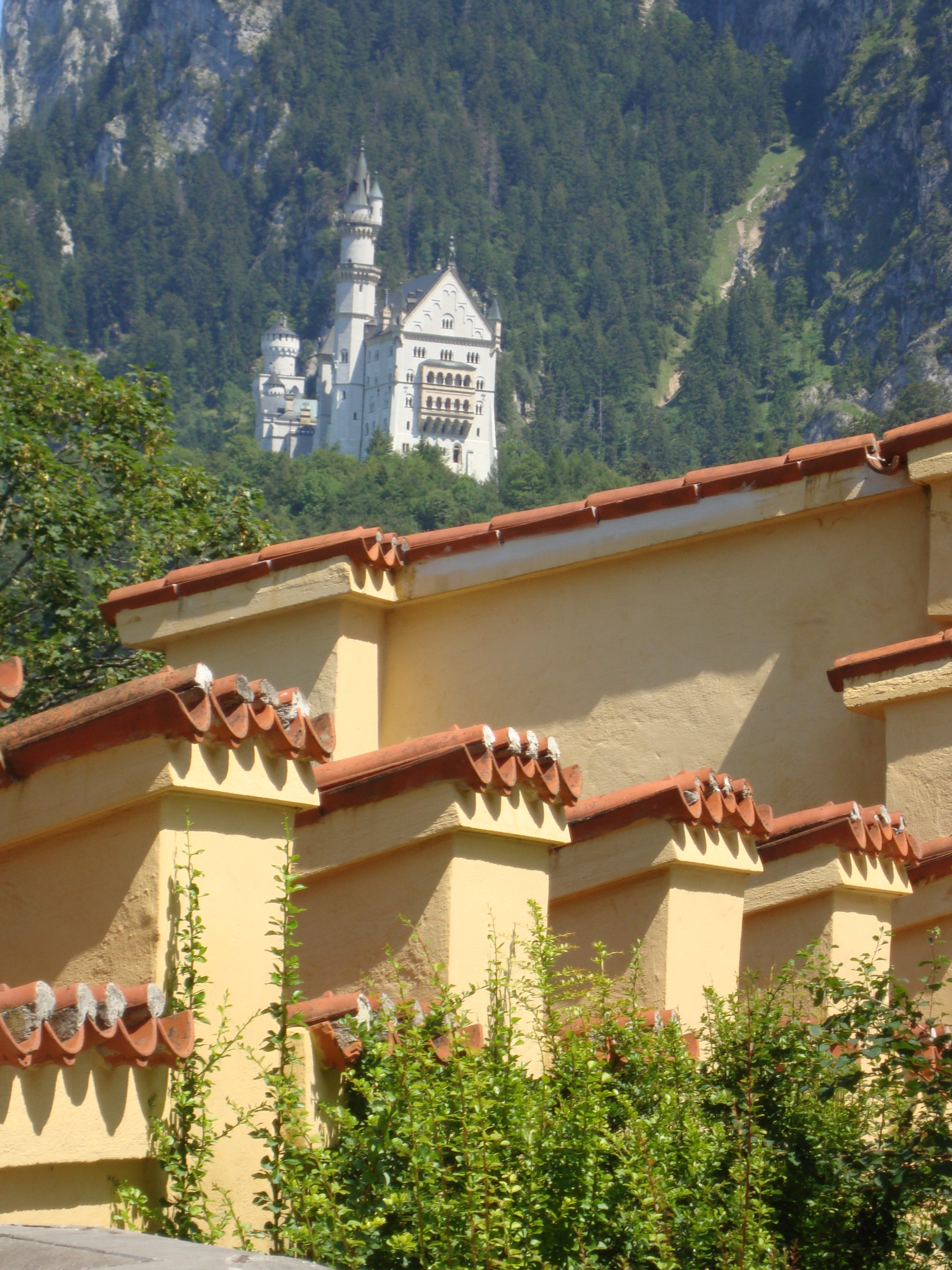
Vue de Neuschwanstein depuis Hohenschwangau
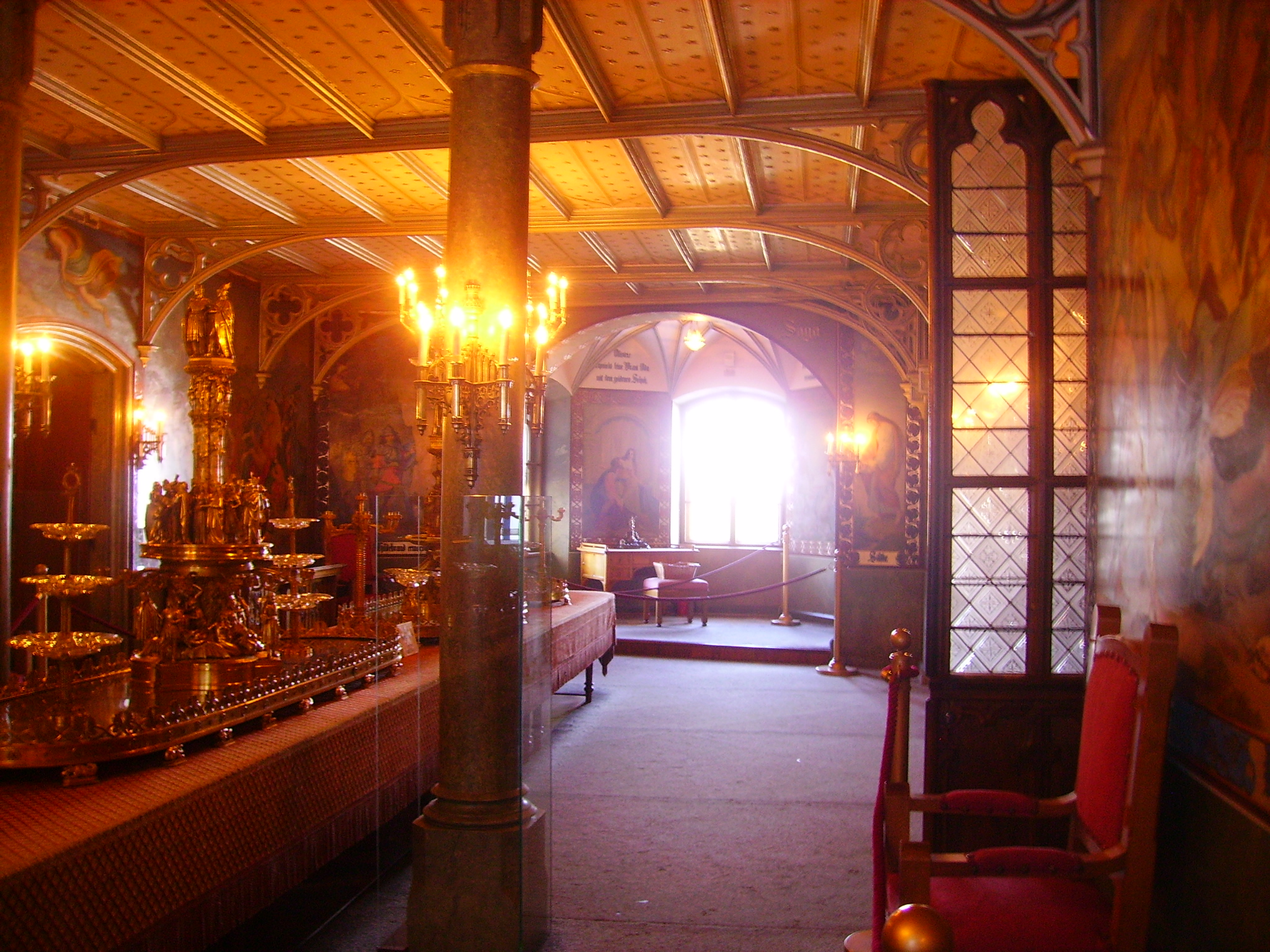
Salle à manger
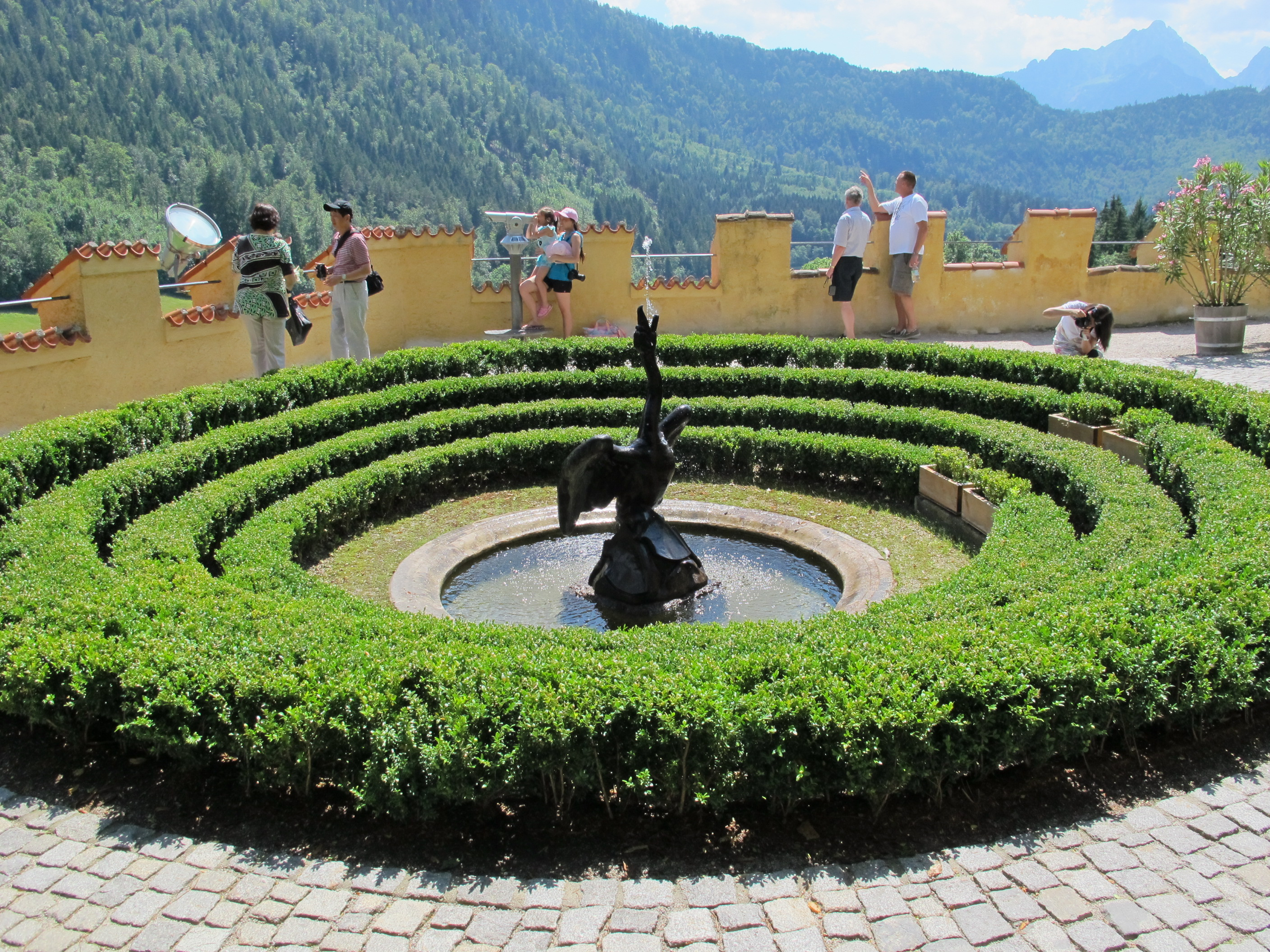
La fontaine de cygne